# United Church in Zambia
Die United Church in Zambia (dt.: „Vereinigte Kirche in Sambia“) ist die größte protestantische Kirche in Sambia. Sie ist in allen zehn Provinzen des Landes vertreten.
Die Kirche entstand am 16. Januar 1965 als Zusammenschluss der Church of Central Africa, Rhodesia (aus der Mission der Church of Scotland hervorgegangen), der Union Church of Copperbelt, des Copperbelt Free Church Council, der Church of Barotseland und der Methodist Church.
Die United Church in Sambia unterhält eine Partnerschaft mit der United Church of Canada. Sie hat eigene theologische Colleges in Sambia.
Die United Church in Zambia hat 3.000.000 Mitglieder in 1.060 Gemeinden. Sie ist nach presbyterianischem Muster organisiert mit 10 Presbyterien und einer Synode. Die Kirche ist Mitglied des Ökumenischen Rates der Kirchen, der Weltgemeinschaft Reformierter Kirchen und des Weltrats methodistischer Kirchen. Enge Kontakte mit der Church of Scotland und der Presbyterian Church der Vereinigten Staaten wurden etabliert.